# حسين أباد دميرتشي (سيلتان)
حسين أباد دميرتشي (بالفارسية: حسین‌آباد دمیرچی) هي قرية تقع في إيران في قسم سيلتان الريفي. يقدر عدد سكانها بـ 44 نسمة بحسب إحصاء 2016.